# Nyssia bretschneideri
Nyssia bretschneideri är en fjärilsart som beskrevs av Harrison. Nyssia bretschneideri ingår i släktet Nyssia och familjen mätare. Inga underarter finns listade i Catalogue of Life.